# Welsh Corgi Cardigan
Der  Welsh Corgi Cardigan ist eine von der FCI anerkannte britische Hunderasse (FCI-Gruppe 1, Sektion 2, Standard Nr. 38).

## Herkunft und Geschichtliches
Der „Cardigan“ kommt schon im 10. Jahrhundert vor und stammt aus Wales, er soll ein Abkömmling der walisischen Schäferhunde sein; im 12. Jahrhundert war er als Viehhund bekannt. Corgi bedeutet im Walisischen „kleiner (niedriger) Hund“ und der Name Cardigan weist auf die Grafschaft Cardiganshire, aus der er stammt. Er wurde neben seiner Nutzung als Hofhund hauptsächlich als Treib- und Hütehund der Viehherden, vor allem der Rinder und Ponys, eingesetzt. 1892 wurde er in Wales das erste Mal ausgestellt. 1925 wurden der Cardigan und der Pembroke gemeinsam vom Kennel Club als Rasse anerkannt, erst 1934 erfolgte nach vielen Streitigkeiten eine separate Anerkennung der beiden Rassen. In Deutschland gibt es die Rasse seit 1974, jährlich fallen etwa fünf Würfe.

## Beschreibung
Der stämmige, untersetzte Hund hat im Ideal des Rassestandards eine Schulterhöhe von 30 cm; das Gewicht sollte  proportional zur Größe sein und ein ausgewogenes Bild ergeben. Er hat kurzes oder mittellanges Haar mit dichter Unterwolle in jeder Farbe meist rot, sable (zobelfarben), rehfarben, schwarz mit Brand, nur weiß darf nicht überwiegen. Der Nasenspiegel ist schwarz. Die Ohren sind aufgerichtet, mittelgroß. Der Cardigan ist intelligent und wachsam. In seinen Bewegungen ist er sehr schnell und wendig. Er entwickelt meist eine tiefe Bindung zu seiner Bezugsperson. Er benötigt eine liebevolle und konsequente Erziehung, da er sonst auch stur sein kann und Entscheidungen selbst trifft.

## Verwendung
Der Welsh Corgi Cardigan ist ein ausgezeichneter Begleithund und kann als Hüte-, Schutz- und Jagdhund gebraucht werden. Hunde, die früh gute Erfahrungen mit Kindern gemacht haben, sind sehr kinderfreundlich und daher auch als Familienhunde gut geeignet.

## Rassetypische Erkrankungen
Es besteht eine Rassedisposition für die Mukopolysaccharidosen Typ VI und Typ VII sowie die Dermatomyositis.